# مارتا ماررو
 مارتا ماررو (اسپانیایی: Marta Marrero‎؛ زاده ۱۶ ژانویهٔ ۱۹۸۳) یک تنیس‌باز اهل اسپانیا است.